# Formazione ideale del 75º anniversario della National Football League
La formazione ideale del 75º anniversario della National Football League (in inglese National Football League 75th Anniversary All-Time Team) fu scelta da un comitato composto dai media e dal personale della lega nel 1994. Gli anni tra parentesi si riferiscono alla NFL, salvo dove indicato diversamente.

## Attacco
Fonte:
| Ruolo         | Giocatore       | Squadre                                                                                     | College                  |
| ------------- | --------------- | ------------------------------------------------------------------------------------------- | ------------------------ |
| Quarterback   | Sammy Baugh     | Washington Redskins (1937–1952)                                                             | TCU                      |
| Quarterback   | Otto Graham     | Cleveland Browns (AAFC) (1946–1949) Cleveland Browns (1950–1955)                            | Northwestern             |
| Quarterback   | Joe Montana     | San Francisco 49ers (1979–1992) Kansas City Chiefs (1993–94)                                | Notre Dame               |
| Quarterback   | Johnny Unitas   | Baltimore Colts (1956–1972) San Diego Chargers (1973)                                       | Louisville               |
| Fullback      | Jim Brown       | Cleveland Browns (1957–1965)                                                                | Syracuse                 |
| Fullback      | Marion Motley   | Cleveland Browns (AAFC) (1946–1949) Cleveland Browns (1950–1953) Pittsburgh Steelers (1955) | Nevada                   |
| Fullback      | Bronko Nagurski | Chicago Bears (1930–1937, 1943)                                                             | Minnesota                |
| Halfback      | Walter Payton   | Chicago Bears (1975–1987)                                                                   | Jackson State            |
| Halfback      | Gale Sayers     | Chicago Bears (1965–1971)                                                                   | Kansas                   |
| Halfback      | O.J. Simpson    | Buffalo Bills (AFL) (1969) Buffalo Bills (1970–1977) San Francisco 49ers (1978–1979)        | Southern California      |
| Halfback      | Steve Van Buren | Philadelphia Eagles (1944–1951)                                                             | LSU                      |
| Wide receiver | Lance Alworth   | San Diego Chargers (AFL) (1962–1969) San Diego Chargers (1970) Dallas Cowboys (1971–1972)   | Arkansas                 |
| Wide receiver | Raymond Berry   | Baltimore Colts (1955–1967)                                                                 | Southern Methodist       |
| Wide receiver | Don Hutson      | Green Bay Packers (1935–1945)                                                               | Alabama                  |
| Wide receiver | Jerry Rice      | San Francisco 49ers (1985–2000) Oakland Raiders (2001–2004) Seattle Seahawks (2004)         | Mississippi Valley State |
| Tight end     | Mike Ditka      | Chicago Bears (1961–1966) Philadelphia Eagles (1967–1968) Dallas Cowboys (1969–1972)        | Pittsburgh               |
| Tight end     | Kellen Winslow  | San Diego Chargers (1979–1987)                                                              | Missouri                 |
| Tackle        | Roosevelt Brown | New York Giants (1953–1965)                                                                 | Morgan State             |
| Tackle        | Forrest Gregg   | Green Bay Packers (1956, 1958–1970)                                                         | Southern Methodist       |
| Tackle        | Anthony Muñoz   | Cincinnati Bengals (1980–1992)                                                              | Southern California      |
| Guardia       | John Hannah     | New England Patriots (1973–1985)                                                            | Alabama                  |
| Guardia       | Jim Parker      | Baltimore Colts (1957–1967)                                                                 | Ohio State University    |
| Guardia       | Gene Upshaw     | Oakland Raiders (AFL) (1967–1969) Oakland Raiders (1970–1981)                               | Texas A&I                |
| Centro        | Mel Hein        | New York Giants (1931–1945)                                                                 | Washington State         |
| Centro        | Mike Webster    | Pittsburgh Steelers (1974–1988) Kansas City Chiefs (1989–1990)                              | Wisconsin                |

## Difesa
Fonte:
| Ruolo            | Giocatore               | Squadre | College                                     |
| ---------------- | ----------------------- | --- | ------------------------------------------- |
| Defensive end    | David "Deacon" Jones    | Los Angeles Rams (1961–1971) San Diego Chargers (1972–1973) Washington Redskins (1974)                                      | Mississippi Vocational South Carolina State |
| Defensive end    | Gino Marchetti          | Dallas Texans (1952) Baltimore Colts (1953–1964, 1966)                                                                      | San Francisco                               |
| Defensive end    | Reggie White            | Memphis Showboats (USFL) (1984–1985) Philadelphia Eagles (1985–1992) Green Bay Packers (1993–1998) Carolina Panthers (2000) | Tennessee                                   |
| Defensive tackle | "Mean" Joe Greene       | Pittsburgh Steelers (1969–1981)                                                                                             | North Texas State                           |
| Defensive tackle | Bob Lilly               | Dallas Cowboys (1961–1974)                                                                                                  | TCU                                         |
| Defensive tackle | Merlin Olsen            | Los Angeles Rams (1962–1976)                                                                                                | Utah State University                       |
| Linebacker       | Dick Butkus             | Chicago Bears (1965–1973)                                                                                                   | Illinois                                    |
| Linebacker       | Jack Ham                | Pittsburgh Steelers (1971–1982)                                                                                             | Penn State                                  |
| Linebacker       | Ted Hendricks           | Baltimore Colts (1969–1973) Green Bay Packers (1974) Oakland/Los Angeles Raiders (1975–1983)                                | Miami (FL)                                  |
| Linebacker       | Jack Lambert            | Pittsburgh Steelers (1974–1984)                                                                                             | Kent State                                  |
| Linebacker       | Willie Lanier           | Kansas City Chiefs (AFL) (1967–1969) Kansas City Chiefs (1970–1977)                                                         | Morgan State                                |
| Linebacker       | Ray Nitschke            | Green Bay Packers (1958–1972)                                                                                               | Illinois                                    |
| Linebacker       | Lawrence Taylor         | New York Giants (1981–1993)                                                                                                 | North Carolina                              |
| Cornerback       | Mel Blount              | Pittsburgh Steelers (1970–1983)                                                                                             | Southern                                    |
| Cornerback       | Mike Haynes             | New England Patriots (1976–1982) Los Angeles Raiders (1983–1989)                                                            | Arizona State                               |
| Cornerback       | Dick "Night Train" Lane | Los Angeles Rams (1952–1953) Chicago Cardinals (1954–1959) Detroit Lions (1960–1965)                                        | Scottsbluff JC                              |
| Cornerback       | Rod Woodson             | Pittsburgh Steelers (1987–1996) San Francisco 49ers (1997) Baltimore Ravens (1998–2001) Oakland Raiders (2002–2003)         | Purdue                                      |
| Safety           | Ken Houston             | Houston Oilers (AFL) (1967–1969) Houston Oilers (1970–1972) Washington Redskins (1973–1980)                                 | Prairie View A&M                            |
| Safety           | Ronnie Lott             | San Francisco 49ers (1981–1990) Los Angeles Raiders (1991–1992) New York Jets (1993–1994)                                   | Southern California                         |
| Safety           | Larry Wilson            | St. Louis Cardinals (1960–1972)                                                                                             | Utah                                        |

## Special team
Fonte:
| Ruolo         | Giocatore                   | Squadre | College              |
| ------------- | --------------------------- | --- | -------------------- |
| Punter        | Ray Guy                     | Oakland/Los Angeles Raiders (1973–1986)                                                                                         | Southern Mississippi |
| Placekicker   | Jan Stenerud                | Kansas City Chiefs (AFL) (1967–1969) Kansas City Chiefs (1970–1979) Green Bay Packers (1980–1983) Minnesota Vikings (1984–1985) | Montana State        |
| Punt returner | Billy "White Shoes" Johnson | Houston Oilers (1974–1980) Atlanta Falcons (1982–1987) Washington Redskins (1988)                                               | Widener              |
| Kick returner | Gale Sayers                 | Chicago Bears (1965–1971) | Kansas               |

## 75th Anniversary All-Time Two Way Team
Fonte:
| Ruoli                                   | Giocatore           |
| --------------------------------------- | ------------------- |
| Quarterback, Defensive Halfback, Punter | Sammy Baugh         |
| Centro, Linebacker                      | Chuck Bednarik      |
| Quarterback, Defensive Halfback, Punter | Earl "Dutch" Clark  |
| Tackle, Defensive Tackle                | George Connor       |
| Guardia, Defensive Tackle               | Dan Fortmann        |
| Centro, Defensive Tackle                | Mel Hein            |
| Tackle, Defensive Tackle, Punter        | Wilbur "Pete" Henry |
| End, Defensive Halfback                 | Bill Hewitt         |
| Fullback, Linebacker, Kicker            | Clarke Hinkle       |
| Tackle, Defensive Tackle                | Cal Hubbard         |
| End, Defensive Halfback                 | Don Hutson          |
| Back, Defensive Back                    | George McAfee       |
| Fullback, Linebacker                    | Marion Motley       |
| Guard-Tackle, Defensive Tackle          | George Musso        |
| Fullback, Linebacker                    | Bronko Nagurski     |
| Halfback, Defensive Halfback            | Ernie Nevers        |
| Defensive End, Tight end                | Pete Pihos          |
| Tackle, Defensive Tackle                | Joe Stydahar        |
| Running Back, Defensive Back            | Steve Van Buren     |